# Musée de l'abeille vivante et Cité des fourmis
Le musée de l’Abeille vivante et la Cité de la fourmi est un ancien musée rural sur les abeilles, les fourmis et les phasmes situé au Faouët en Bretagne (France).

## Histoire
Le musée (exploitation privée) est installé dans une longère qui est une ancienne ferme, depuis 1986. Faute de repreneur à la retraite des propriétaires, Corinne et Gilles Kervot, il ferme définitivement le 6 novembre 2022.

## Collections

### Abeilles
Le musée présente les abeilles et l'apiculture au travers de cinq salles dédiées qui exposent l'animal, les ruches traditionnelles et les différentes techniques liées à son exploitation.
Certaines ruches sont vitrées afin de présenter sans risques la vie à l'intérieur de celles-ci.
De nombreuses ruches traditionnelles sont exposées, à l'intérieur comme à l'extérieur du musée, provenant de Bretagne, mais aussi d'autres régions de France (Sologne, Sud-Ouest, etc.) et de l'étranger (Maroc, Espagne).

### Fourmis
De nombreuses espèces de fourmis du monde entier sont exposées dans des vivariums. Elles proviennent de plusieurs pays (Australie, Chine, Thailande, Amérique du Sud, Europe...) et certaines espèces élevées sur place sont très particulières:
- les plus grosses fourmis du monde: bouledogues (pouvant atteindre 4 cm) et bullet ant
- les fourmis champignonnistes
- les fourmis camponotus
- les fourmis tisserandes
- les fourmis rousses des bois

### Phasmes
Les phasmes sont présentés dans de grands vivariums. Il y a de nombreuses espèces provenant de nombreux pays telles que les pharnacia ponderosa, phasmes bâtons des Philippines qui peuvent atteindre jusqu'à 10 cm, les heteropteryx dilatata de Malaisie, etc.

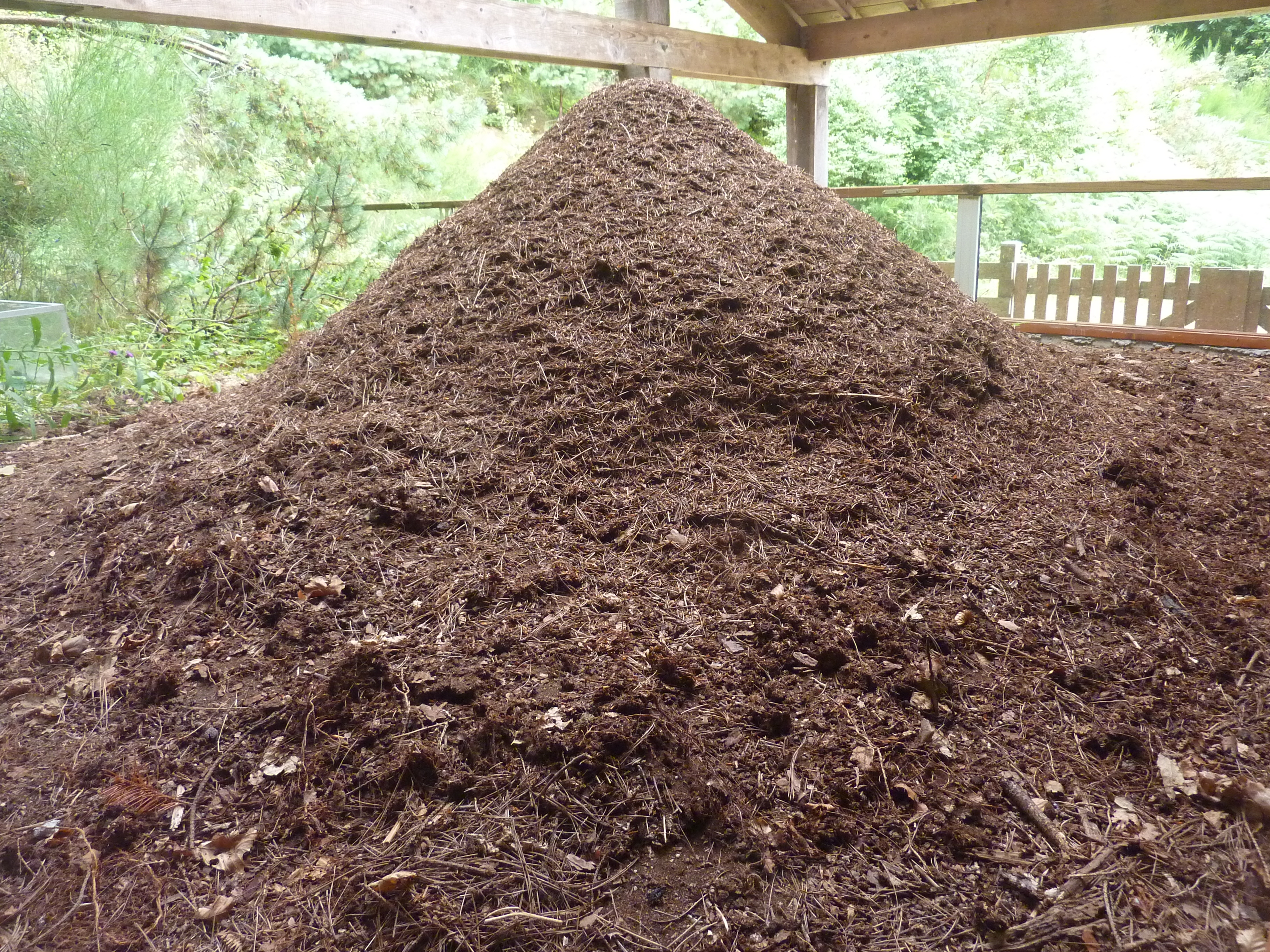
Fourmilière de fourmis des bois
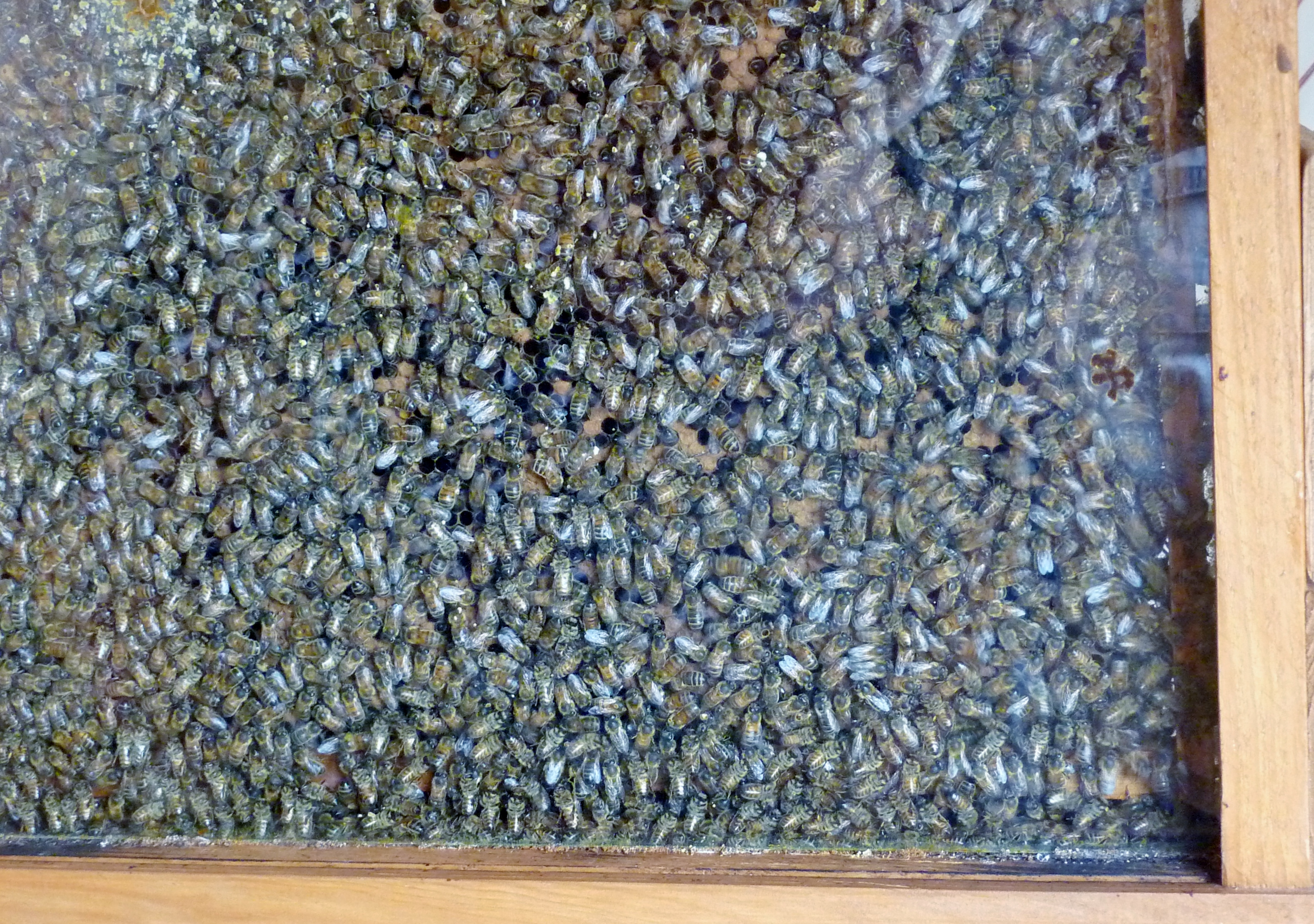
Abeilles dans un cadre de ruche
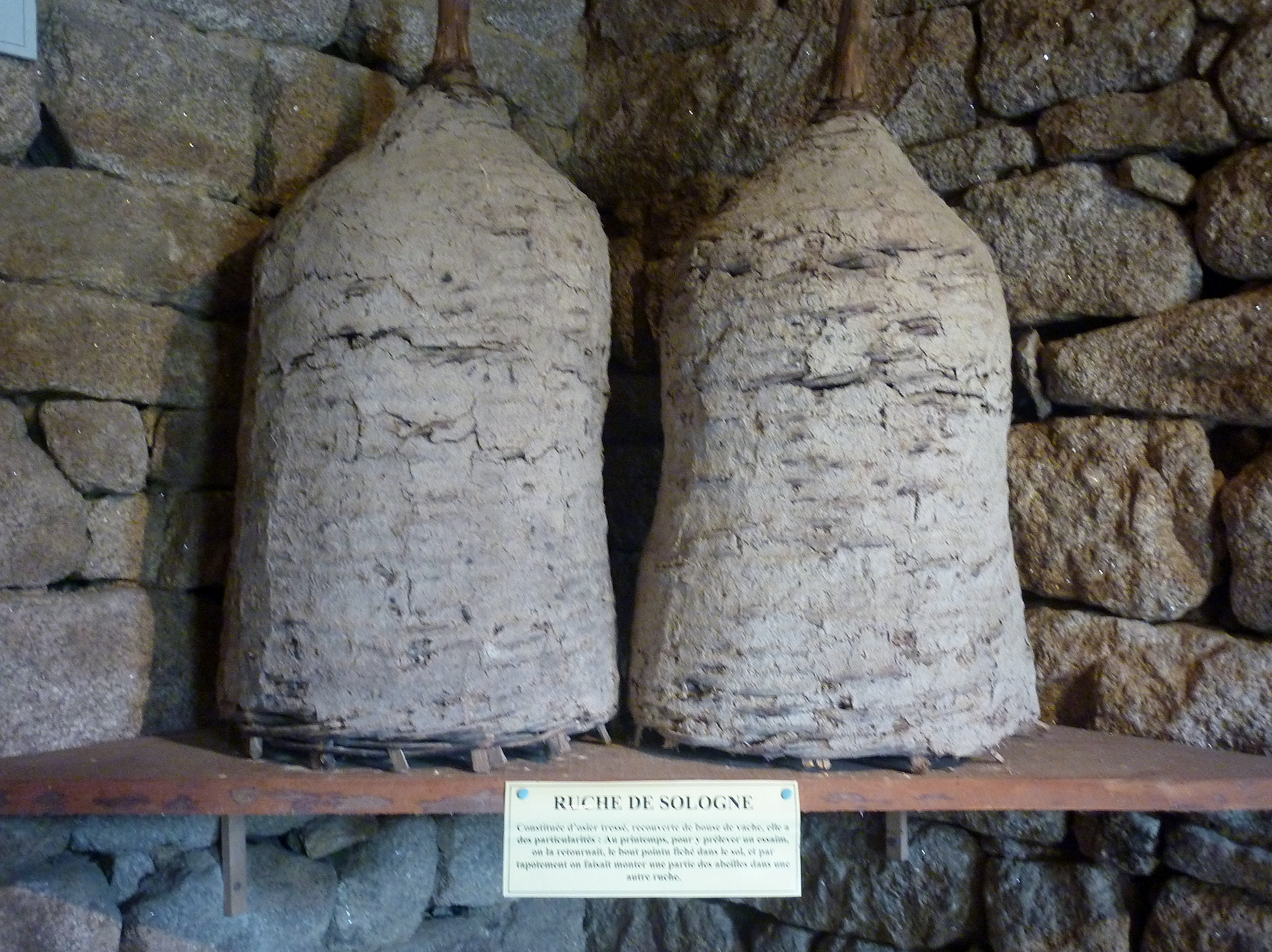
Ruches de Sologne, constituées d'osier tressé et de bouse de vache
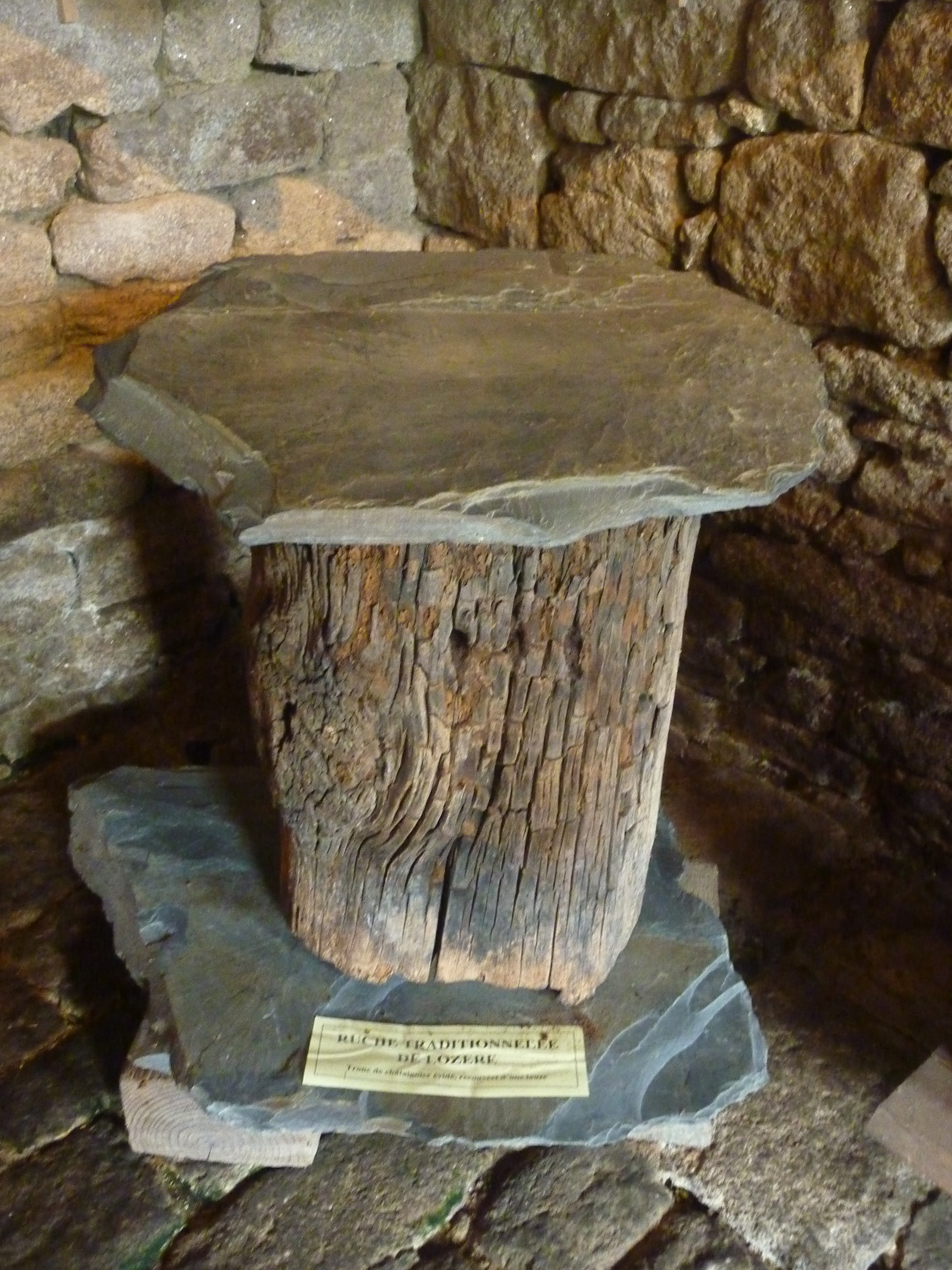
Ruche traditionnelle de Lozère (tronc de châtaignier évidé recouvert d'une pierre)
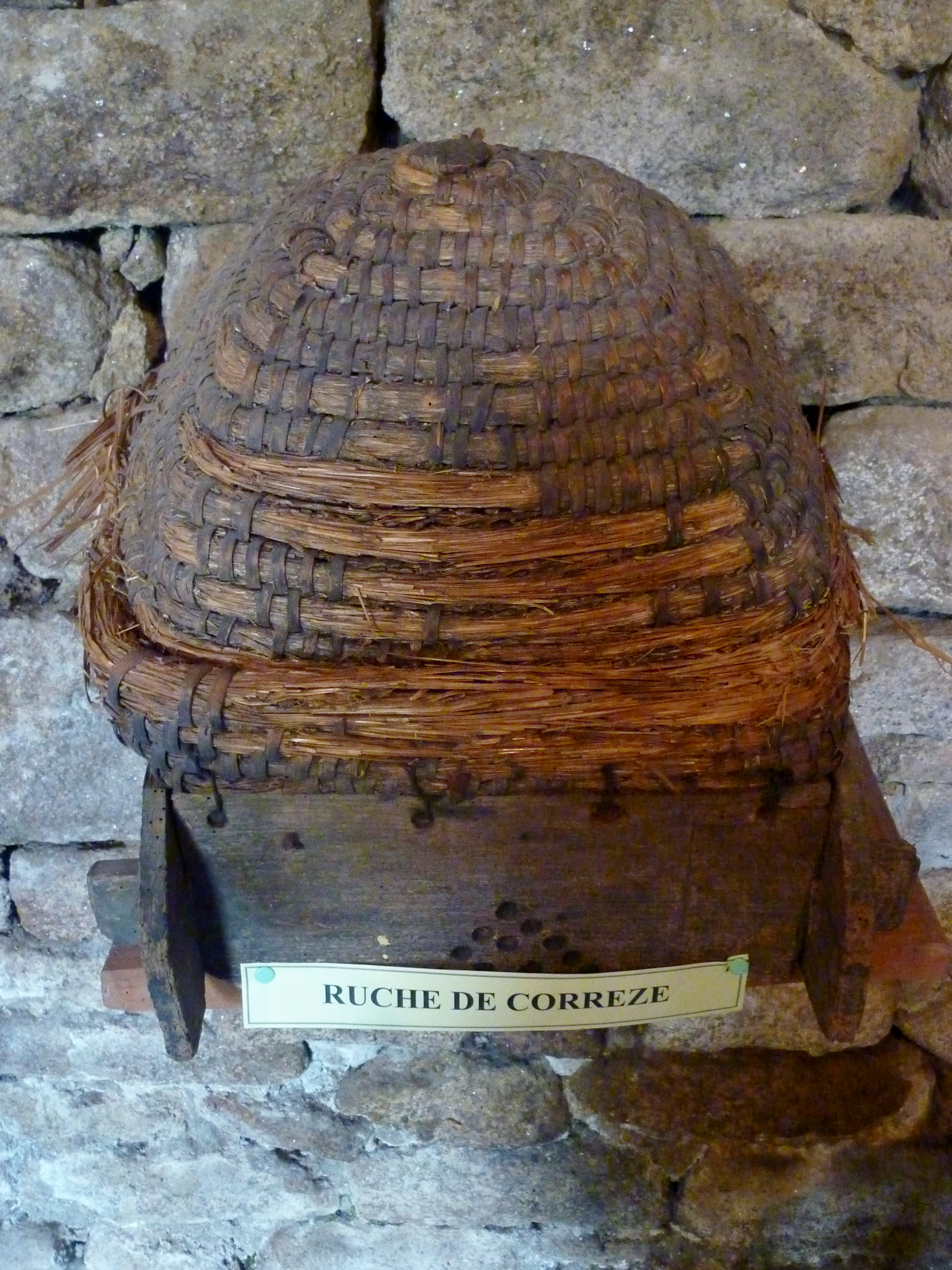
Ruche traditionnelle de Corrèze
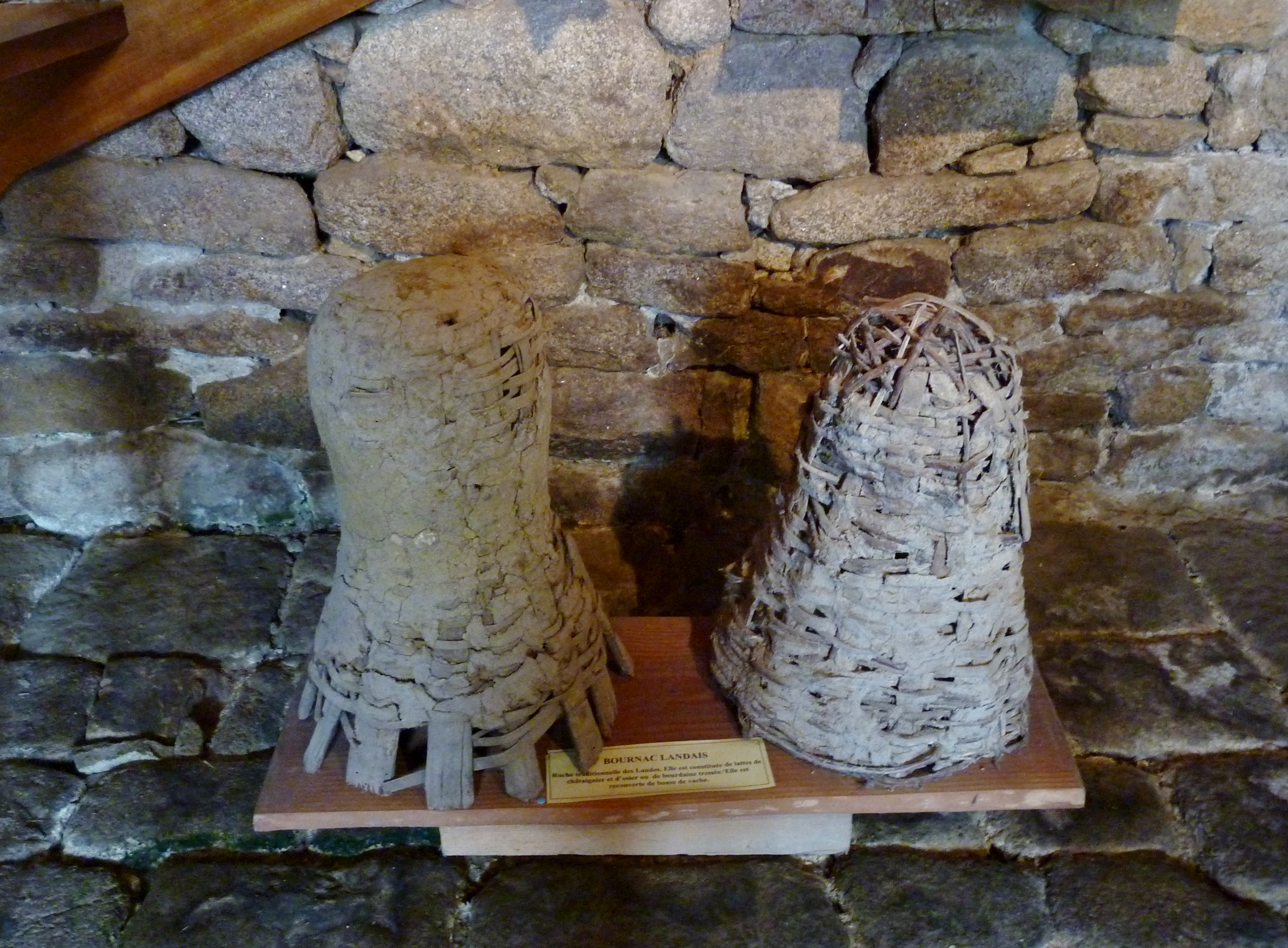
Ruches traditionnelles "bournac" des Landes en lattes de châtaignier et d'osier ou de bourdaine séchée, recouvertes de bouse séchée
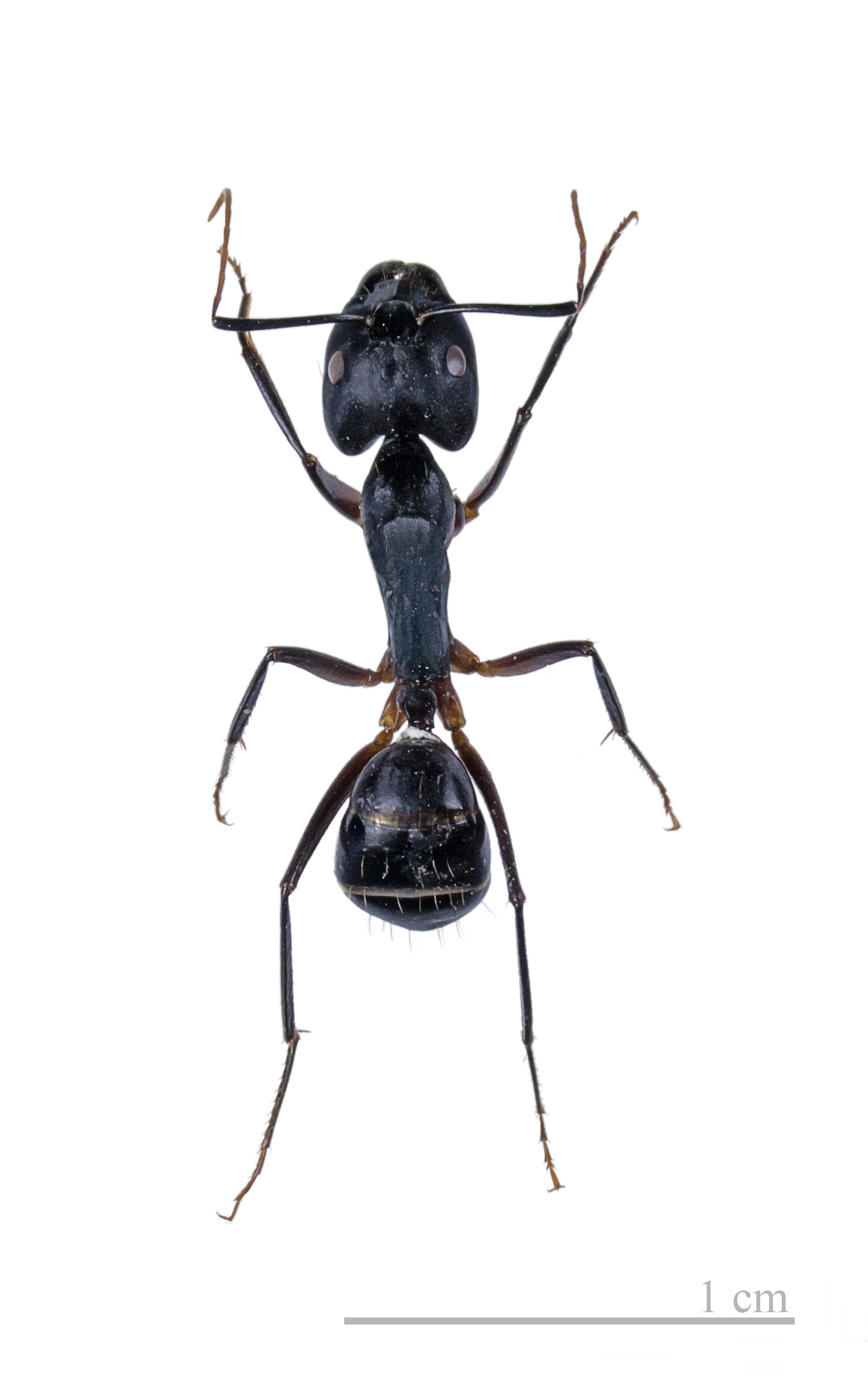
camponotus
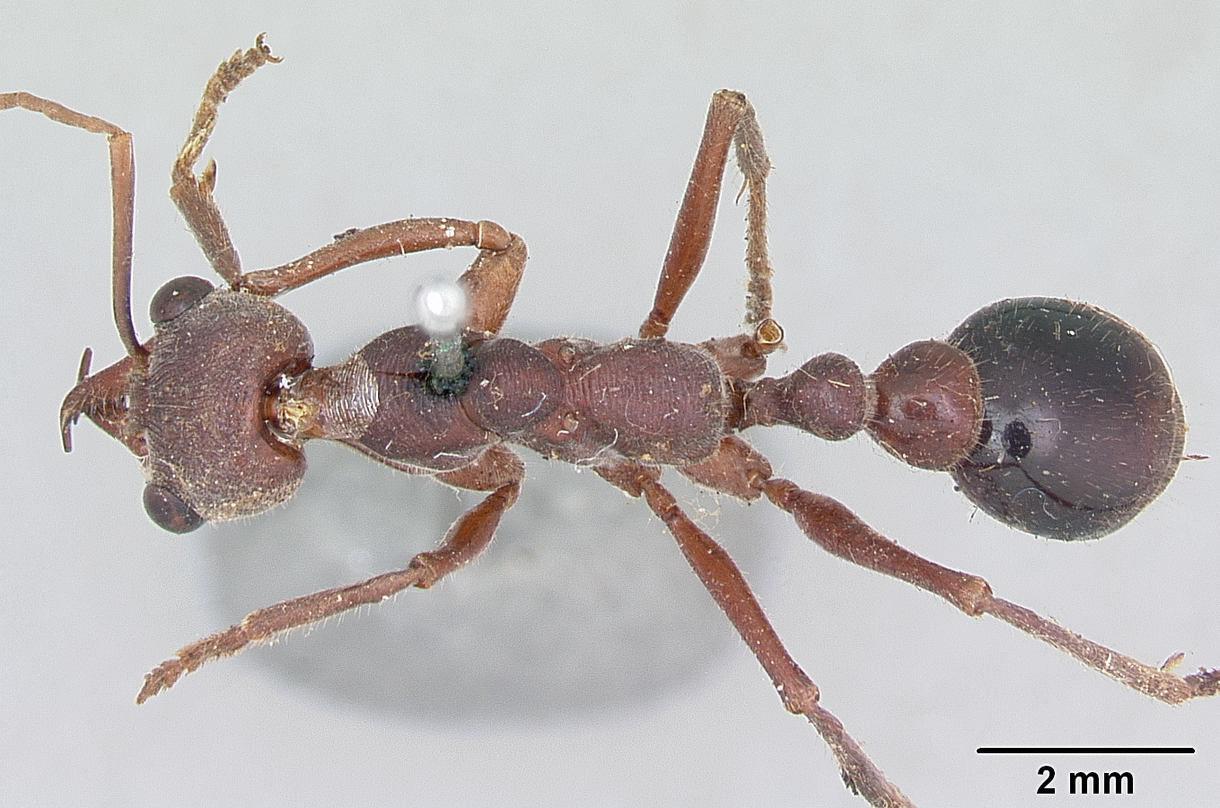
myrmecia
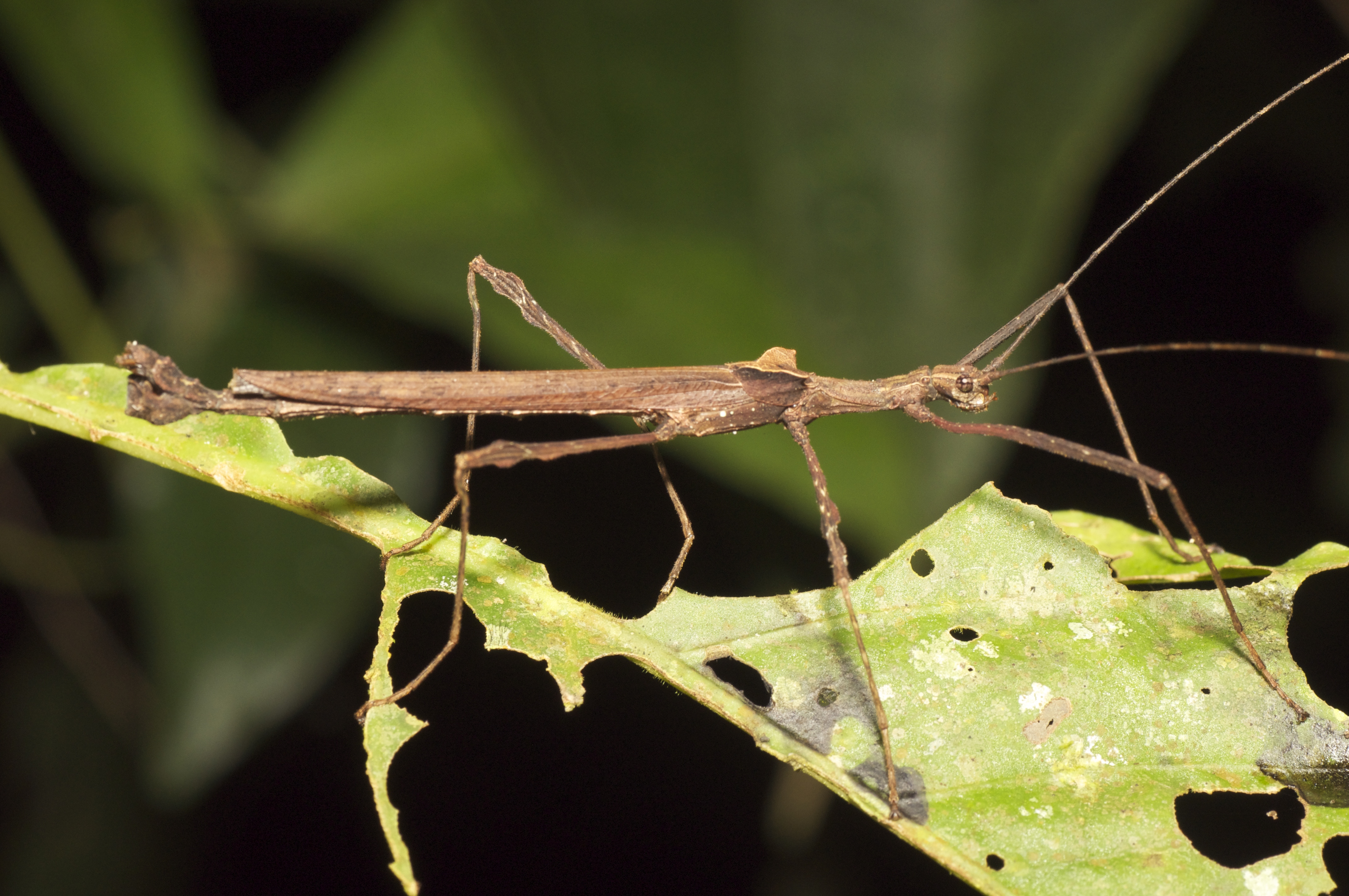
phasme
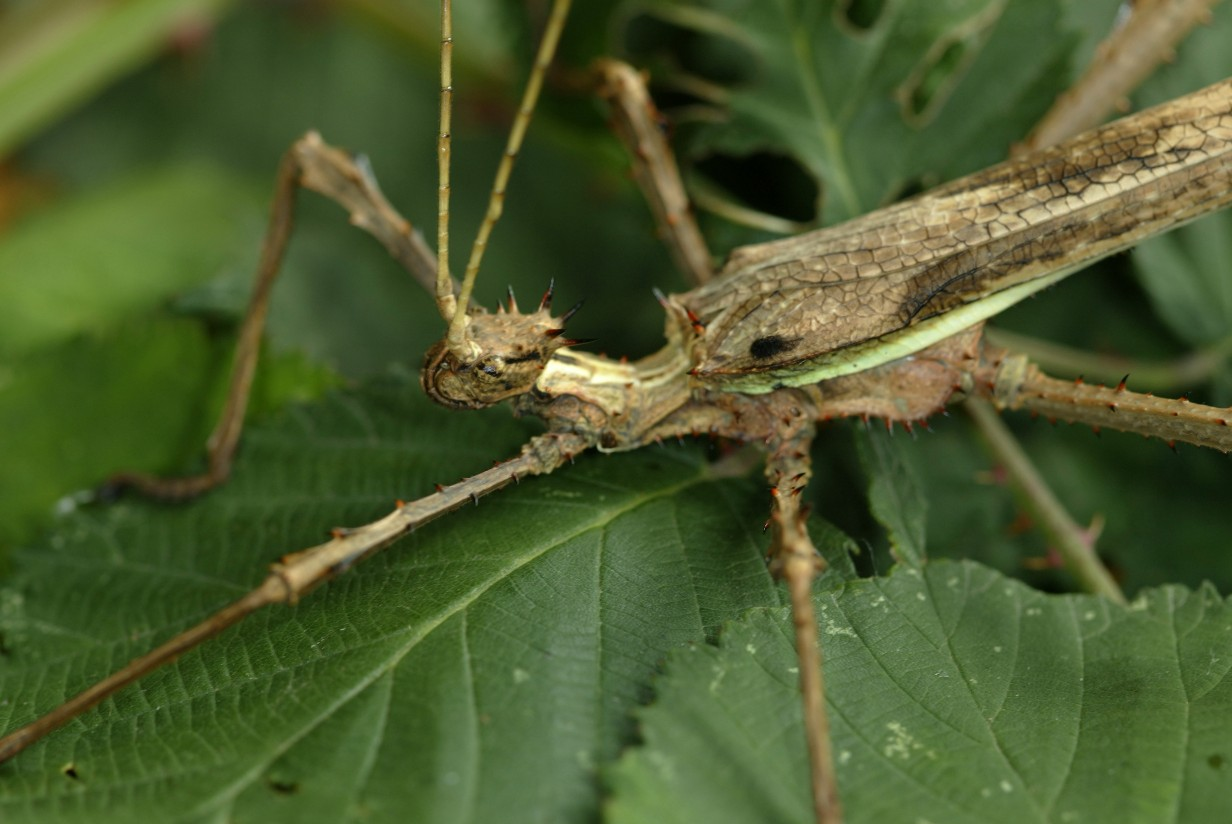
heteropteryx dilatata